# Caenotus tanyrhynchus
Caenotus tanyrhynchus is een vliegensoort uit de familie van de venstervliegen (Scenopinidae). De wetenschappelijke naam van de soort is voor het eerst geldig gepubliceerd in 2003 door Metz.